# Rio Dadou
O Rio Dadou é um rio localizado no departamento de Tarn, no sul da França, afluente da margem direita do rio Agout.
Atravessa as seguintes comunas do departamento de Tarn:  Saint-Salvi-de-Carcavès, Le Masnau-Massuguiès, Lacaze, Paulinet, Rayssac, Mont-Roc, Teillet, Le Travet, Arifat, Saint-Antonin-de-Lacalm, Montredon-Labessonnié, Saint-Lieux-Lafenasse, Vénès, Réalmont, Saint-Genest-de-Contest, Lombers, Laboutarie, Montdragon, Saint-Julien-du-Puy, Graulhet, Briatexte, Saint-Gauzens, Puybegon, Giroussens, Ambres.